# Padma Vibhushan
La Padma Vibhushan est la seconde plus haute distinction civile accordée par le gouvernement indien (derrière la Bharat Ratna). Elle est accordée pour services exceptionnels rendus à la nation. Elle peut être attribuée à titre posthume.

## Histoire
La décoration a été instaurée le 2 janvier 1954 par le président indien. Initialement, le terme de Padma Vibhushan englobait un ensemble de trois distinctions, nommées, par ordre croissant de prestige Tisra Varg (litt. « troisième classe », maintenant appelée Padma Shri), Dusra Varg (litt. « seconde classe », maintenant appelée Padma Bhushan), et Pahela Varg (litt. « première classe »). C'est seulement cette dernière qui est maintenant appelée Padma Vibhushan.
Elle a été suspendue du 13 juillet 1977 au 26 janvier 1980. 
De 2000 à 2005, seules 38 personnes ont reçu cette distinction.